# Dopis od Vočka
Dopis od Vočka (v anglickém originále Moe Letter Blues) je 21. díl 21. řady (celkem 462.) amerického animovaného seriálu Simpsonovi. Scénář napsala Stephanie Gillisová a díl režíroval Matthew Nastuk. V USA měl premiéru dne 9. května 2010 na stanici Fox Broadcasting Company a v Česku byl poprvé vysílán 20. ledna 2011 na stanici Prima Cool.
Součástí tohoto dílu byla černobílá němá groteska Itchyho a Scratchyho s názvem Smrt kočky na Měsíci.

## Děj
V hospodě U Vočka jsou Springfielďané a Vočko diskutuje o tom, jak díky jeho roli hospodského zná trable svých hostů. Všimne si napětí v manželství Homera, který se dohaduje o tom, co dá Marge na Den matek, Apua, který v autě pouští písně, jež se Manjule nelíbí, a Reverenda Lovejoye, který nechce pomoci Heleně, protože si hraje s vlakovou soupravou. Den matek se blíží a Marge navrhuje, aby Homer vzal děti na Ostrov lasiček poté, co Šáša Krusty navrhne návštěvu tohoto ostrova (aby matky mohly mít na chvíli klid). Když se loď, která pluje na ostrov, vzdálila od pevniny, dostali tři muži (Homer, Apu a Reverend) od Vočka dopis, v němž jsou informováni, že utekl s jednou z jejich manželek. Nemohou se manželkám dovolat, neboť nemají signál a Reverend má vybitý telefon.
Na Ostrově lasiček děti tráví čas v zábavním parku, zatímco Homera, Apua a Reverenda tato situace trápí. Zpočátku každý trvá na tom, že jejich manželství je v pořádku. Homer si však pamatuje 80. narozeniny své tchyně, kde byl Vočko barmanem. Homer, který byl na Marge naštvaný, že objednala pouze nealkoholické pivo, se s Patty a Selmou pohádal poté, co ho začaly obtěžovat jejich šprýmy. Homer je znechucený, poté je vyžene a Marge mu řekne, že pokazí každou událost, kterou plánuje. Apu si všimne trhliny v jeho manželství a vzpomene si na incident, kdy on a Manjula zapomněli na svého syna Gheeta U Vočka poté, co použili toalety v hospodě, aby převlékli děti, které měly promočené oblečení. Manjula se pro Gheeta vrátila, ale nevracela se odtamtud celé hodiny. Homer se zmíní o tom, že tu noc viděl Manjulu hrát interaktivní taneční videohru s Vočkem. Nakonec si Lovejoy vzpomene na radu, kterou mu dal přítel Parson, že ignoroval potřeby své manželky Helen, a Apu líčí, jak byl svědkem toho, že se Vočko svěřil s Helen, že se zamiloval do vdané ženy a že Helen položila ruku na koleno.
Když se loď vrátí na pevninu, všichni tři si uvědomí, že je stejně pravděpodobné, že ztratili své manželky kvůli Vočkovi. Řidič Otto nejprve doveze domů Homera a jeho děti. Homer si nejdříve myslí, že si Marge balí kufr, a snaží se ji přesvědčit, aby zůstala. Jakmile vstoupí, tak vidí, že pouze malovala portrét své matky. Její matka, paní Bouvierová, říká Homerovi, že za 80. narozeninový incident nebyl zodpovědný on. Přiznala, že je to chyba Patty a Selmy. Zatímco zbylí dva manželé sledovali, jak jsou Homer a Marge spolu, oba muži si sedají na sedadlo a domnívají se, že Vočko odešel buď s Helenou, nebo Manjulou. Otto informuje Reverenda Lovejoye, že jeho dům je další zastávkou. Kirk Van Houten mu však říká, že on s Milhousem jsou další zastávka. Otto se vysmívá a připomíná mu, že v jejich domě není nic napínavého. Když Reverend Lovejoy přijde domů s dcerou Jessicou, také si myslí, že Helena odchází, ale místo toho ho překvapí lístky do Istanbulu. Apu pomocí vylučovací metody dochází k závěru, že jeho žena Manjula odešla. Přijíždí domů se svými 8 dětmi a vidí Vočka, jak sedí s Manjulou. Vočko ale řekne Apuovi, že ji přesvědčil, aby zachránila jejich manželství.
Nakonec Vočko prozradí, že viděl, jak znepokojující jejich vztahy byly, a tak zorganizoval Margin portrét, výlet Lovejoyových a záchranu manželství Nahasapímapetilonových. Vysvětlil, že napsal ten dopis, protože ti tři brali manželky za samozřejmost, a řekl, že si jich musí váži více než ostatních členů rodiny. Poté, co se to dozví, Homer připouští, že neví, jestli Vočka udeřit, nebo políbit, ale nakonec se rozhodne udělat obojí. Nakonec Vočko prosí diváky, aby si vážili manželek a matek. V závěrečných titulcích je použita píseň „I'll Always Love My Mama“ (v překladu Vždy budu milovat svou mámu) a zobrazí se obrázky ke Dni matek.

## Kulturní odkazy
Díl sloužil jako parodie na celovečerní film Dopis třem manželkám. Vočko při vyprávění epizody odkazuje na konferenciéra SNL Dona Parda (který se poté objeví ve vyprávění).

## Přijetí
V původním americkém vysílání se na díl dívalo asi 5,66 milionu domácností, v demografické skupině 18–49 diváků dosáhl ratingu 2,7 / 9 share, čímž se vyrovnal předchozímu týdnu, ve svém vysílacím čase se umístil na druhém místě s odstupem za finále sezóny The Amazing Race a stal se třetím nejlépe hodnoceným pořadem v rámci bloku Animation Domination.
Epizoda získala převážně pozitivní recenze. 
Server TVFanatic.com udělil epizodě hodnocení 3,5 z 5 a uvedl: „Retrospektivy měly rozhodně několik vtipných momentů včetně tisíce čertů na Homerově rameni. Vočko byl jako vypravěč fantastický a ještě lepší, když využil svého vševědoucího pohledu.“.
Robert Canning z IGN dal dílu hodnocení 8,4 z 10 a poznamenal: „Jediný problém, který jsem s epizodou měl, bylo Vočkovo prohlášení v dopise: ‚Navždy opouštím město a beru si jednu z vašich žen.‘. Víte, že není možné, aby Vočko někdy opustil seriál nebo utekl s některou z těch žen, takže toto tvrzení nikdy nebylo nijak dramatické. Možná by fungovalo lépe, kdyby Vočko prostě řekl, že se s jednou z žen vyspí. To by bylo v rámci seriálu o něco uvěřitelnější a rozhodně by to více odpovídalo Vočkově charakteru. Když to však pomineme, příběh a humor přinesly další skvělou epizodu.“.
Sharon Knolle z TV Squad uvedl, že „epizoda Simpsonových s tématem Dne matek se nemůže rovnat té z minulého týdne – jedné z nejlepších za poslední roky –, ale byl to dostatečně příjemný výlet“. Také napsal, že Apu měl v epizodě jedny z nejlepších hlášek.
Emily VanDerWerffová z The A.V. Clubu dílu udělila hodnocení B a uvedla, že „jádro epizody je solidní a Vočko je velmi vtipný vypravěč“.
Hank Azaria byl za namluvení Apua Nahasapímapetilona a Vočka Szyslaka v epizodě nominován na cenu Primetime Emmy za vynikající hlasový výkon.
Stephanie Gillisová byla navíc za scénář k této epizodě nominována na Cenu Sdružení amerických scenáristů za vynikající scénář k animovanému dílu na 63. ročníku těchto cen.